# Јосип Славенски
Јосип Славенски, пуним именом Јосип Штолцер-Славенски (Чаковец, 11. мај 1896 – Београд 30. новембар 1955) био је српски композитор.

## Биографија
Студирао је музику у Будимпешти и Прагу. Након краћег боравка у Загребу, од 1924. године ради у Београду, најпре као средњошколски наставник, а после Другог светског рата као професор композиције на Музичкој академији у Београду. Тежио је ка националним изразима, па је успешно здруживао елементе народног фолклора појединих балканских народа са музичком техником, већ познатом у Европи. Најважнија дела која се вежу за његов рад јесу Балканофонија за оркестар, Симфонија оријента за хор и оркестар, Песме моје мајке за глас и гудачки оркестар а писао је и сонате за виолину и клавир.
Први контакт са музиком Јосип Славенски је имао у родном граду, још као дете, слушајући међумурске песме своје мајке. Грађанску школу и испит за пекарског калфу завршио је у Чаковцу, а прво музичко образовање добија у Вараждину код А. Штера и Д. Симона. После неуспелог покушаја да се упише у Музичку школу Хрватског глазбеног завода и борбе са самим собом и оцем који је желео да му син настави пекарски занат, успева да наговори родитеље да му одобре студије музике и одлази у Будимпешту, где код Золтана Кодаља студира композицију. У Будимпешти у то време Барток започиње интензивно истраживање музичког фолклора, што на Славенскову предиспозицију и те како оставља дубоког трага. После двогодишњег војевања на румунским и мађарским фронтовима и првих композиторских успеха, Јосип Славенски одлази у Праг код Витјеслава Новака, Дворжаковог ученика, чехословачког композитора и педагога, професора на државном конзерваторијуму и Мајсторској школи, једној од најугледнијих музичких институција Европе, и наставља усавршавање из композиције. Из Прага се враћа у Загреб и 1923/24. године предаје на Средњој школи Музичке академије. После непуних годину дана сели се у Београд где прво постаје наставник на приватној Музичкој школи (данас Музичка школа „Мокрањац”) и наставник музике у Другој мушкој гимназији. Школску годину 1925/1926. провео је на усавршавању у Паризу. По оснивању Музичке академије у Београду 1937. године постаје наставник на Средњој музичкој школи при Музичкој академији. Тадашња Музичка школа данас носи његово име. После Другог светског рата све до своје смрти, био је професор на Музичкој академији где је предавао композицију. Јосип Славенски није био строг учитељ; априори је био убеђен да сваки од његових ученика, ма из које средине долазио, има исте изгледе да уђе у свет музике. Он се није журио да младе људе оцењује према првим њиховим корацима, само на основу предиспозиција и талента. Испољавао је силно стрпљење и подједнаку љубав према свим ученицима, чак и онда када би се показало да неки од њих немају све основне квалитете која музичка уметност тражи. Он се пожртвовано борио за њих и баш је њима посвећивао нарочиту пажњу, не губећи никад наду и веру у вредност рада.
Идејна оријентација Јосипа Славенског била је ослоњена на широка и неиспитана подручја народног идиома, рекло би се превасходно, Балкана и његовог Међумурја, али и на подручја старих култура народа Истока. За ову врсту фолклора показивао је велико интересовање што потврђује и ова његова изјава: „Ја тражим подстицај у фолклору оних народа које цивилизација није искварила. Ту лежи она исконска емоција која ме инспирише”.
По њему се зову Музичка школа „Јосип Славенски” Београд и Основна музичка школа „Јосип Славенски” Нови Сад.

## Однос према фолклору
Човек из народа, заљубљен у природу и људе, Славенски је велики део свог живота провео на изворима народног стваралаштва. Изучавајући фолклор на начин неуобичајен у његово доба, он је открио најдаље и најчистије изворе народне музике, ослушкујући оно што је у њој првобитно. Кад га и није чуо, зато што се и сам ехо угасио, опет је успевао да проникне у то првобитно. Он није фолклорни романтичар; он је човек садашњице, који ништа не региструје, већ закључује. Док се модерни композитори клоне фолклора он од њега ствара модерну музику и од своје личности - еминентног представника наше генерације фолклориста.
У Балканофонији Славенски је обрадио фолклорне мотиве из разних крајева. По његовим речима, она је постала „манифестација звукова са Балкана, земље расне бујности и снаге, шаренила, разноврсности, земље јужњачке веселости, славенског интезивног мистицизма, оријенталне носталгије и архаичких напјева”. То се може рећи и за његове Четири балканске игре за симфонијски оркестар инспирисан фолклором из Србије и Македоније. Велики ефекат постиже последњи став назван Тешкото, у ствари, популарно македонско коло које се постепеном градацијом развија до излива осећања која се граниче са највишим ступњем одушевљења и самозаборава.

## Хармонски језик Јосипа Славенског
У стваралаштву Јосипа Славенског уочава се национална оријентација са елементима експресионизма, уз испитивање звучних феномена и нових извора звука. Током школовања у Будимпешти, Прагу и студијског боравка у Паризу, могао је да чује, поред традиционалног концертног репертоара, дела тада актулелних композитора: Дебисија, Равела, Скрјабина, Штрауса, Шенберга итд. Кроз цео опус Јосипа Славенског паралелно тече занимање за аликвотни низ и модалне лествице разноврсних фолклорних мелодија балканских и источњачких народа. Интересовање за ове звучне феномене огледа се и у његовим астроакустичким истраживањима у којима је покушао да пронађе везу између планетарног система, периодног система елемената и тонских низова. Такође, занимајући се за нетемперовано народно певање, Славенски покушава да га доведе у везу са природним аликвотним низом. Бројни су примери композиција у којима се, приликом поставке акорада и одабира лествичне основе композитор руководи управо аликвотним низом. Лествични низови на којима почивају Славенскова дела често су модални и преузети из фолклора балканских или источњачких земаља. Тако се срећу дорски, еолски, лидијски и миксолидијски модус, балкански мол, молдур, бројни оријентални типови лествица, истарска лествица као и пентатонски низови који чине основу композиторовог родног, Међумурског фолклора. Такође, честе су алтерације трећег или шестог ступња као и осцилације између дура и мола, односно два или више лествична низа. Као последица оваквог третмана лествичних основа и превасходно линеарног начина мишљења јављају се, често дисонантни акорди секундно-квартне структуре који се неретко не разрешавају и у чијим се односима не може препознати класичарско-романтичарска функционалност. Веома омиљен композициони поступак Славенског је и употреба педалних тонова и остината. Употреба „празних“ квинти или октава у оквиру остината или педала доприноси дестабилизацији тоналитета и рушењу тоналног центра. Употреба дванаесттонских акорада и кластера још су само неке од карактеристика музичког и хармонског језика Јосипа Славенског.

## Дела
Опус Јосипа Славенског је обиман и разноврстан и обухвата готово све музичке врсте, изузев опере и балета. У низу симфонијских дела истичу се: Симфонијски епос, свите Балканофонија и Четири балканске игре, затим Са Балкана, Југословенска свита, Из Југославије (ове три свите су првобитно написане за клавир), даље симфонијска слика Nocturno, Музика за оркестар и Музика за камерни оркестар. Прилог концертантном жанру је Виолински концерт, поред раног али недовршеног Клавирског концерта. Обимна Прасимфонија у једном ставу, тонска визија о постанку света, изгубљена је, а од Хелиофоније, космичке визије за хор, електронске инструменте и велики оркестар, довршен је само став Хаос. Посебно место заузима дело Музика у природном тонском систему за Бозанкеов енхармонијум, односно за електронске инструменте и тимпане.
Камерна област је заступљена са три гудачка квартета, квинтетом Са села и Дувачким квинтетом, док су три гудачка трија у ствари аранжмани других композиција. Затим се истичу: Славенска соната за виолину и клавир и Соната рилигиоса за виолину и оргуље, од мањих виолинских композиција Југословенска песма и игра, а од клавирских Соната, свите Са Балкана, Југословенска свита, Из Југославије, као и две свеске збирке Игре и песме са Балкана.
Од вокално-инструменталних дела на првом месту стоји велика кантата Симфонија Оријента; ту још спадају изгубљена Missa brevis за мушки хор и оргуље, Кантата младости, кантате Борба за Југославију и недовршена Владимир Илић Лењин. Низ соло-песама уз пратњу клавира или малог оркестра највише се темељи на народним мелодијама, а неке постоје и у верзијама за разне хорске саставе. Најистакнутији међу њима је циклус Пјесме моје мајке за алт и гудачки квартет (или гудачки оркестар).
Бројне и значајне су композиције за хор a cappella, делимично оригиналне инвенције (Ружица румена, Љубавна песма, Молитва добрим очима, Никад, Ромарска попевка), а делимично уско везане уз фолклор или потпуно засноване на стилизацији народних песама (Вода звира, Фтичек вели, Ко бо тебе троштал, збирка од шест малих хорова – Сватовска, Слепачка, Шаљивка, Јесенске ноћи, Дилберка, Ругалица итд.) Не треба заборавити известан број масовних песама, од којих су биле популарне Херој Тито, Да нам живи рад и Песма Народне омладине.

### Балканофонија, симфонијска свита оп.10 (1927)
Међу најпопуларнијим и највише извођеним делима Славенског налази се свита Балканофонија, у којој је аутор, у свом живом интересовању за фолклор не само југословенских већ и других народа, дао музичку панораму Балкана. Темпераментни плесни ритмови и меланхолијом преливена мелодика лаганих напева, јарки оркестарски колорит и жестоки хармонски сукоби – све је то стопљено у Балканофонији у уметничку синтезу изузетне снаге. Оригиналност израза отворила је овом делу убрзо пут у иностране концертне дворане. Први пут је изведено, под називом Балканска симфонија, 6. маја 1928. године у Београду, а дефинитивна верзија је зазвучала у Берлину 25. јануара 1929. под управом Ериха Клајбера.

### Концерт за виолину и оркестар (1927)
Иако написан још 1927, виолински концерт Славенског изведен је тек 3. августа 1953. године на Радио-Београду (солиста Људевит Пап, Београдска филхармонија, диригент Ђура Јакшић), па затим јавно на концерту истог оркестра 2. новенбра 1954. Наиме, партитура концерта, послата на један конкурс, била је загубљена и пронађена тек четврт века касније. Жири из 1927. године, збуњен смелошћу хармонских средстава одбио је дело упркос његовој вредности.

### Хаос, за велики симфонијски оркестар и оргуље (1932)
Од монументално замишљене „космичке визије“ Хелиофоније, која је требало да буде музика за филм о настанку сунчевог система, расту кристала, појави живота - довршен је само уводни став Хаос, приказ формирања Сунца и планета из прамаглине. Славенски је употребио огроман оркестарски апарат, допуњен оргуљама. Читав став је једна велика, поступна градација у темпу, ритму и звуку. Док непрекидно бруји најдубљи тон великих оргуља (субконтра Ц!), над њим се развијају триолске фигуре гудача, па мотивске флоскуле дрвених дувачких инструмената. Оргуље граде читав акорд од аликвотних тонова, полифонија је све бујнија, хармонија све сложенија, оркестарска фактура све гушћа и звучнија: организовани тонски хаос у коме се ниједна тематска линија не сме истицати као водећа.

### Четири балканске игре за симфонијски оркестар (1938)
- Кокоњешће (Allegro vivace energico)
- Преспанка (Lento)
- Ужичанка (Allegro vivo)
- Тешкото (Molto grave-Moderato-Allegro-Allegro vivace)

У популарнија дела Славенског спада ова оркестарска свита, засновна делом на мотивима из богатог плесног фолклора Србије и Македоније, а делом на ауторовим оригиналним музичким идејама, које се потпуно органски спајају са аутентичним народним мелосом, заоденутим у хармонско и звучно рухо које носи његов лични печат. Приликом првог извођења (Ловро Матачић са Београдском Филхармонијом, 3. маја 1938) на програму су били само Кокоњешће и Тешкото.
Кокоњешће, које је у ствари прерађен први став квинтета Са села, представља динамично коло изграђено на народном мотиву. Смирена и тиха музика другог става као да слика какав идилични пејзаж. Звучност је крајње прозрачна; флаута, обоа, кларинет и виолине редом излажу лирску, орнаментирану тему. На крају се све утиша пасторална сцена ишчезне. Трећа игра слична је првој како по томе што је употребљена фолклорна мотивика, тако и по живом ритмичком пулсу; једино што се на крају, кад очекујемо снажан, одсечан завршетак, изненада угаси као одјек у тихим акордима. Најзанимљивији став је Тешкото, који верно репродукује одлике ове познате македонске игре. Импровизација кларинета и обоа заступају звук зурли, а тимпани – сложену ритмику гоча. Као и у оригиналној игри образује се постепена градација од лаганог почетка, пуног уздржане снаге, кроз све бржи покрет, до захукталости плесне екстазе.

### Први гудачки квартет, оп. 3 (1923)
Написан за време боравка у Прагу, Први гудачки квартет Славенског изведен је најпре на јавном часу прашког конзерваторијума 26. јуна 1923, па затим у Загребу 26. октобра исте године од стране Загребачког квартета (Францис Е. Арањи, Милан Граф, Драгутин Арањи и Умберто Фабри). Идуће године је аутор постигао њиме велики успех на фестивалу модерне музике у Донауешингену; уз ласкава признања критике, која је говорила о „музици народне душе“ и о „Најсадржајнијој музици на програму“, то је делима Славенског отворило пут на европске концертне подијуме и у музичку издавачку кућу Шот из Минхена.
А тај успех није био случајан. Јер ово дело - посвећено „величанственој Бетовеновој фуги оп.133“, чиме је аутор симболично изразио своје дивљење недостижном мајстору гудачког квартета - представља музику дубоког садржаја и снажне експресије, натопљену соковима народног музичког стваралаштва, а остварену изражајним средствима која су у оно време значила преокрет у југословенској музици. Треба запазити како Славенски помирује архаичну патину фолклорних лествица са смелим политоналним вођењем мелодијских деоница.

### Други гудачки квартет, оп. 11 (Лирски квартет) (1928)
Чланови прашког квартета Зика (Р. Зика, К. Санцин, Л. Черни, Л. Зика), коме је Славенски и посветио ово дело, извели су га први пут на франкфуртском радију 18. априла 1929. а 1. априла 1930. оно је зазвучало и у Загребу, у извођењу Загребачког квартета.
Аутор је овде још тешње повезан са фолклором него у претходном квартету. Крепка главна тема првог, сонатног става, изложена у октавама, у ствари је напев песме Јано, Јанке из околине Куманова, а и мека кантилена споредне теме, елегично обојена тамним звуком виоле, инспирисане је народним мелосом. Упркос наслову Лирски квартет, у развојном делу не недостају драмски сукоби, а у репризи наилазимо на контрапунктски спој диминуиране главне теме са споредном. И основна мисао лаганог става преузета је из фолклора: то је врањанска песма Божана. Ова мирна, распевана мелодија прелази из инструмента у инструмент, расплиће се у гирланде орнамената, расте у узбуђењу - не напуштајући ипак границе основног лирског расположења - да се пред крај поново умири. Завршни став започиње као фуга на маркантну тему, која ће у другом одсеку става бити преображена у експресивну, патетичну кантилену, праћену остинатним pizzicatima вилончела, па затим узнемиреним триолским ритмовима. И кад изгледа да предстоји антиклимакс, енергична и бурна кода поново нас подсећа на првобитни вид теме.

### Песме моје мајке, за алт и гудачки квартет (1940)
Међиморје, как си лепо зелено

    Ту за репу, ту за лен

     Имала је мајка три једине кћери

    Раца плава по Драви
Тешко је у опусу Јосипа Славенског наћи дело које уз већу једноставност и економију средстава постиже непосреднији и дубљи израз, него што су Песме моје мајке, инспирисане напевима из родног Међумурја, које је упио у себе у раној младости. Прозрачна и мека звучност чудачког квартетаподвлачи искреност и простосрдачност ових мелодија, којима модална хармонска основа даје нарочиту боју.
Широка изражајна, велом сете превучена уводна песма има две певане строфе, праћене pizzicatima. А свакој од њих претходи излагање целе мелодије у инструментима – најпре у виолончелу коме варираним напевима одговара виола, уз таласање остинатних, пентатонских обојених фигура, док други пут имитациону игру преузимају виолине.
Живахна, хумористична друга песма сва је у покрету без предаха, све разигранија и звучнија што је ближе крају. Слично је обрађена и последња Раца плава по Драви, исто тако ведра и скерцозна, занимљива по тоналном колориту и по карактеристичним тротактним фразама.
Посебно треба истаћи песму Има је мајка, где је Славенски на народни текст дао сопствену мелодију која, међутим, савршено одговара духу међумурског фолклора.

## Списак дела

### Експериментална дела
- Музика у природнотонском систему, 1937
- За Бозанкеов хармонијум
- За четири траутонијума и тимпане

### Филмска музика
- Фантом Дурмитора (Пјесма црних брда), 1929, 1932
- А живот тече даље, 1933-35
- Прве светлости (документарни), непотпуно реализовано, 1948-49

## Хорска дела
- Што бо тебе љубцек троштал, мешовити хор, 1913, 1915, 1921
- Вода звира из камена, мешовити хор, 1916-21
- Радничка пјесма, мешовити хор, 1918
- Миса Г-дур, за мушки хор, 1919?
- Ејдемо димо, за мушки хор, 1919-21
- Љубица љубезна (Ружица румена), за мешовити хор, 1921
- Де си била ружица румена, за мешовити хор, 1921
- Састали се Цапљински Татари, за мешовити или мушки хор (клавир ад либ.), 1922
- Ромарска попевка, за женски хор, 1922
- Молитва добрим оцима (З. Милинковиц), за мешовити хор, 1924
- Никад, за мешовити хор (З. Милинковиц), 1924
- Фтичек вели да се женил буде, за женски хор и клавир, 1927
- Шест народних попијевака, (Сватовска, Слепачка, Шаљива, Јесенске ноци, Дилберка, Ругалица), за мешовоти хор, 1927
- Зелена добрава, за мешовити хор, 1927
- Штрк масло реди, за женски или дечји хор, 1928?
- Мегла се кади, за женски хор, 1928?
- Град градиле, за мешовити хор, 1929
- Дедо и мецките, за мешовити хор, 1929
- Ластавице, за мушки хор, 1932
- Рибарска песма, за мушки хор (клавир или гитара ад либ.), 1932
- Ој, славују мој, за мушки или мешовити хор уз клавир, 1932
- Коло, за мушки хор уз клавир, 1932
- Љуљашка, а женски хор, 1933
- Успавнка и дечја игра, за дечје гласове и пратњу, 1933
- Невесто танка, за мушки хор, 1933
- Чије је оно девојче, за мушки хор, 1933
- Загорска песма, за мешовити хор, 1933, 1935-39
- Дечја игра и песма (Ког ћете нам дати, Паун пасе), за дечји хор, 1934
- Пет хорова из музике за филм „А живот тече даље“, 1935
- Благослов мора, за мешовити хор,
  - Еј. живот тече даље, за мешовити хор,
  - Ој море дубоко, за мешовити хор,
  - Три тичице, за мешовити хор,
  - Жеталачка, за женски хор
- Славуј пиле, за женски хор, 1935
- Ту за репу, ту за лен, за мешовити хор, 1916-26-40
- Имала је мајка три једине кћерке, за мешовити хор, 1916-26-40
- Весела коледа, за дечји хор, 1943
- Ханкина песма, за мешовити хор
- Хата сједи, за мешовити хор
- Играј коло, за мешовити хор
- Македонска (Пилето пејет), за мешовити хор
- Ој, јаворе, за мешовити хор
- Ој, убава девојко, за мешовити хор
- Савила се бела лоза винова, за женски хор
- Све птичице запјевале, за мешовити хор

### Камерна делаза два до једанаест инструмената
- Серенада, за гудачки квартет, 1914?
- Дрмлец за 11 дувачких нструмената, 1917
- Међумурске народне пјесме за кларинет, цимбал, 2 виолине, виолу, виолончело и контрабас (Град се бели преко Балатина, Ни ми воља већ на свету живети, Цин цан цвргудан, Зарсла ми је ружа), 1920
- Adagio religioso, за виолину и оргуље, 1921
- Imitation des cloches, за виолину и оргуље, 1921?
- Прелудиј, за оргуље и виолину (непотпуно), 1921?, 1918?
- Гудачки квартет бр. И (и верзије), 1923 (1920—22)
- Славенска соната за виолину и клавир, 1924
- Соната религиоса за виолину и оргуље, 1919-25
- Југословенска песма и игра, за виолину и клавир, 1925
- Са села, квинтет за флауту, кларинет, виолину, виолу и контрабас, 1925
- Гудачки квартет бр. 2, 1928
- Гудачки трио бр. И, 1930
- Дувачки квинтет за флауту, обоу, кларинет, рог и фагот, 1930
- Allegro fanatico, за две виолине, 1930?
- Црногорско оро, за виолину и клавир, 1930?
- Народна свита, за виолину и клавир, 1932
- Гудачки квартет бр. 3, 1936
- Гудачки квартет бр. 4, 1938
- Музика за камерни оркестар (Музика 38), за флауту, обоу, кларинет, фагот, хорну, 2 виолине, виолу, виолончело и контрабас, 1938
- Песма малог пастира, за виолину (виолончело) и клавир, 1941-42
- Старогрчка игра, за виолину (виолончело) и клавир (харфу), 1943
- Гудачки трио (Из Далмације), 1944
- Гудачки трио (Из Југославије), 1944?
- Народне игре Русина, за виолину и клавир (или за флауту, кларинет, тамбурицу, 2 виолине, виолу, виолончело и контрабас), 1950
- Без наслова I и II, за две виолине
- Ћук седи, за виолину и клавир
- Две румунске игре, за кларинет и виолину
- Љуљашка, за виолончело и клавир (верзија 6. ст. Народне суите за виолину и клавир)
- Мали комади за две виолине
- Песма и игра, за две виолине и клавир
- Рибарска песма, за виолину и виолончело (верзија 2. ст. Народне свите за виолину и клавир)
- Слепи гуслар, за две виолине
- Три минијатуре, за две виолине

### Масовне и револуционарне песме (избор)
- Радничка песма, за мушки хор, 1944
- Херој Тито, за мешовити хор, (орк. ад либ.), 1944
- Стаљин-Тито-Енвер-Димитров, за мешовити хор (орк. ад либ.), 1944
- Народне партизанске песме (Партизанска свита), за мешовити хор, 1945
- Македонска партизанска, за мешовити хор и клавир, 1945
- Добио сам њиву, за мешовити хор (и клавир), 1945
- Трст, Корошка: клице нас, за мешовити хор и оркестар (или клавир ад либ.), 1945
- Да нам живи рад, за мешовити хор (орк. ад либ.), 1945
- Друже Тито љубичице бела, за мешовити хор (орк. ад либ.), 1945
- Песма о Лењину, за мешовити хор (орк. ад либ.), 1945
- Црвена армија, за мешовити хор и оркестар, 1945
- Песма народне омладине (Фискултурни марш), за мешовити хор и оркестар (или клавир), 1946
- Ослобођење Цвете Андрић (Д. Максимовић), за мешовити хор, 1947
- Песма градитеља пруге, за мешовити хор и оркестар (или клавир), 1947
- Песма првом петогодишњем плану, за мешовити хор и оркестар (или клавир), 1947
- Ударничка песма, за мешовити хор, клавир (или оркестар), 1947
- Опшајдири коло (Слетске вежбе III), за мешовити хор и клавир, 1948

### Написи - објављени
- Глазбено писмо из Прага, Св. Цецилија, XV, Загреб 1921, бр. 4.
- Моји дојмови са музичког фестивала у Donaueschingenu, Св. Цецилија XVIII, Загреб 1924, бр. 5
- Нешто из мог живота, Св. Цецилија, XXIV, Загреб 1930, бр. 5
- Међународно друштво за савремену музику, Музички гласник, Београд 1933, бр. 2
- Како је настала „Религиофонија“, Штампа, Београд 1934, бр. 14
- О „Печалбарима“, Радио Београд VIII, Београд 1936, бр. 47
- Електрични инструменти, Музички гласник IX, Београд 1939, бр. 1
- Наше народне мелодије, Музички гласник IX, Београд 1941, бр. 1-2 Музичке новине, Загреб 1946, бр. 2
- Kanget popullore te Shqiptareve te Kosovo-Metohi (Пјесме југословенских шиптара на Косову и Метохији), Jeta e re, Приштина 1950, бр. 4
- Музички фолклор као политичко оружје, Књижевне новине, Београд 1955, број од 1. априла

### Написи - необјављени
- Природни музички систем (недовршено), 1937-39?
- Енхармонски тетракорд у вокалној музици балканских народа, 1939
- Међумурски музички фолклор (превод и на немачки), 1937-40?
- Снага славенске музике (превод и на руски), 1941-47?
- О симфонијском стварању најмлађих композитора НР Србије, 1951
- Народне мелодије и мелографи (недовршено)
- Астроакустика (концепт предавања), 1955

### Сценска музика
- Печалбари, сценска музика за драму Ђ. Панова, за баритон соло, мешовити хор и камерни ансамбл, 1936
- Ој, кули, ој, сценска музика за драму Л. Арагона, за рецитатора, говорни хор, клавир, флауту, виолину, обоу (кларинет), гонгове (там-там), 1937
- Краљевић Марко, музика за драму Ђ. Димовића, за мушки хор, 1937
- Матија Губец, музика за представу (изгубљено), 1940
- Менехми, антички балет за камерни оркестар, 1943
- Хајдук Станко, музика за драму Ј. Веселиновића, за дрвене дуваче, деф. тимпане, харфу и гитару, 1945

### За један инструмент
- Успомена из Вараждина, за клавир, 1913
- Играј коло, за клавир, 1913 (1914, 1915)
- Фуга 5 voci, за оргуље (непотпуно), 1913? (1914?)
- Са Балкана, свита за клавир, 1910-17
- Пасторале, за оргуље, 1918?
- Impressions, за оргуље (непотпуно), 1918?
- Југословенска свита, за клавир, 1921
- Из Југославије, свита за клавир, 1916-23
- Соната, за клавир, 1924
- Из Србије, свита за клавир, 1925
- Песме и игре са Балкана I и II, свите за клавир, 1927
- Коло из Србије, за клавир (непотпуно), 1927
- Успаванка (Зибу хају), за клавир, 1928
- Allegro vivace, за клавир (варијанта 1. ст. Народне суите за виолину и клавир), 1932
- Пастирска свирка, за клавир (варијанта 3. ст. Народне суите за виолину и клавир), 1932
- Ужичка чарлама, за клавир, 1945
- Чачанска игра, за клавир, 1945
- Ђурђевка, за клавир
- Игре и попевке I (Из Хрватског Загорја), за клавир Ставови: Цице муце, Штрк масло реди, Зибу хају, Турки робе, Три тичице, Мегла се кади, Прстен звекнул, Ђундена роса, Сватовска
- Игре и попевке II (Из Македоније), за клавир Ставови: Јумер ага, Невен цвеће, Јано Јанке, Ђурделин, Што ми је мило и драго, Леле Јано, Игра из Скопја, Дансе ориентале, Игра из Куманова
- Коконица, за клавир
- Румунска игра, за клавир
- Тројанац, за клавир
- I и II (Две минијатуре) за клавир

### За један или два гласа уз пратњу једног инструмента
- 1. Балканска пјесма, за глас и клавир, 1917?
- Три тичице гору прелетеле, за меззосопран и клавир, 1918
- Липа пива, за мецосопран (алт) и клавир, 1920
- Мјесец (А. Б. Шимиц), за тенор и клавир, 1921
- Молитва Праславена, за алт и клавир, 1922
- Чапљански Татари, за глас и клавир, 1922
- Слепачка песма, за алт и виолу, 1925
- Двије народне (Из Призрена, Из Скопја), за глас и клавир, 1927
- Успаванка (Зибу хају), за алт и клавир, 1928
- Дечја игра (Ринге раја - Из мог детињства), за глас и клавир (или различите инструменте), 1928
- Премисли се о Марије, за женски глас и оргуље, 1929?
- Подигните очи ваше, за два женска гласа и оргуље, 1929?
- Љубавна песма, за тенор (сопран) и клавир, 1932
- Успаванка, за алт и клавир (из филмске музике „А живот тече даље"), 1935
- Славу пиле, за сопран (или два сопрана), и клавир, 1935
- Песме моје мајке (Међумурје, как си лепо зелено, Ту зу репу ту за лен, Имала је мајка три једине кћерке, Раца плава по Драви), за глас и клавир, 1916-26-40
- Песме моје мајке II (Под вечер се шећем..., Черна гора, Три девојке просо желе), за глас и клавир, 1916-26

## Дела за оркестар
- Увертира, 1916?, 1917?
- Фуга у облику симфонијске пјесме, 1917
- Симфонија (непотпуно, несређено), 1917?
- Ноктурно (и верзије оп. 1 и оп. 2), 1916-20
- Југословенска свита, за симфонијски оркестар, 1922
- Младост, четири песме за гудачки оркестар, 1925
- Младост, симфонијске слике, 1925
- Југословенска песма и игра, за виолину и камерни оркестар, 1925
- Свита (Шест народних), за гудачки оркестар, 1927
- Балканска свита, за гудачки оркестар (или квинтет), 1927
- Балканофонија, свита за симфонијски оркестар, 1927
- Концерт за виолину и оркестар,1927
- Са Балкана, свита за камерни оркестар, 1930
- Дрином, intermezzo из музике за филм „Фантом Дурмитора“, за камерни оркестар, 1932
- Chaos, за велики оркестар и оргуље, 1932
- Музика за оркестар (Хармоније и дисхармоније) - Музика 36, 1936
- Четири балканске игре, за симфонијски оркестар, 1938
- Балкан, симфонијска свита, 1941-44?
- Загорје, симфонијета, 1941-44?
- Симфонијски епос, за симфонијски оркестар, 1947
- Три Романије (Романијо, високога виса, Иде Тито преко Романије, На врх горе Романије), симфонијска обрада партизанских народних мелодија, 1947

## Формална решења у композицијама Јосипа Славенског
У макроструктури (ту подразумевамо однос Славенског према традиционалним, утврђеним облицима) уочљив је Славенсков слободан приступ форми, односно оним већ постојећим, утврђеним облицима, као што су онај фуге или сонатног облика. То се може такође уочити и на микроструктурном плану (тј. третман појединих делова унутар утврђене структуре).
Начин изградње облика у једноставачним делима, као и појединачних ставова у вишеставачним делима исти је у оркестарским делима као и у оним за клавир или камерни састав. То су поступци колажног уклапања и монтаже појединих делова. За овакав приступ форми карактеристичан је рад са блоковима, тематски сродним али и различитим, при чему се смењују различита, често контрастна темпа.
Једно од првих већих оркестарских дела јесте Фуга и Ноктурно, где Фуга садржи већ неке елементе каснијег стваралаштва Славенског: фрагментарност форме, променљивост метро-ритмичке структуре, елементе концертантности, многобројне агогичке ознаке, максимално потенциран звук, полифонизација оркестарског ткива итд. Назиру се контуре основног облика – експозиција теме и њено провођење кроз различите тоналитете, са појавом сажете репризе. Карактеристичан је начин излагања теме кроз различите тоналитете, попут низа варијација различитог карактера и прелазак из полифоног у хомофони став на крају дела, поступак који ће Славенски радо употребљавати и у касним делима.
Основне контуре троделног облика са уводом и кодом налазе се у основи формалних решења свих једноставачних дела. У оквиру таквог конципирања облика, варирају се начини рада у микроструктури. Типичан је онај у Ноктурну: мозаично низање сродних мотива који се, у различитим ступњевима развоја, надовезују једни на друге. Ту налазимо и следећу одлику поступка Славенског са формом: изградња веће целине понављањем – дословним или варираним – мањих целина или мотива.
Једноставачно дело Хаос може се рећи да је најавангардније оркестарско дело Славенског. На физиономију облика овде је утицао контекст у којем је дело замишљено, а то је за Славенског увек примарна одредница форме. Како суштину дела чине промене волумена звучне масе, то се и облик може пратити по нивоима развоја овог чиниоца. Уводни део је онај где се формира основни звучни комплекс: 12-тонска серија, педал и остинато, а затим следе 3 развојне фазе – контрапунктска у којој се излажу тематски материјали, нагомилавање тог звучног комплекса, завршавајући се синтезом претходних фаза.
Специфичан приступ форми Славенског јесте присуство диптиха певање – играње. На овом принципу изграђена је Југословенска свита за клавир и Први гудачки квартет. Фолклорно порекло оваквог диптиха подвучено је тематиком, а контраст наглашен редукцијом на примарне елементе: у песми је то мелодија, у игри – ритам. Овај поступак се уочава и у најранијим клавирским свитама и збиркама из које су поникле Балканофонија и Четири балканске игре.
Типична макроструктура за Славенског је управо свита у којој се ставови нижу по принципу певање – играње (адекватно лаганим и брзим ставовима „класичне“ свите). Овде фолклорни утицај долази до изражаја, почев од тематике – назив ставова указују на порекло (фолклорне) инспирације, преко садржине – оригиналног или имагинарног фолклора, па до основне структуре, односно начина изградње става применом различитих композиционих поступака.
Можда најбољи пример за свитност Славенсковог типа пружа Балканофонија: седам ставова – 4 игре и 3 песме – нижу се по принципу контраста, понекад се претачући један у други.
Однос ставова песма – игра среће се и у делима у којима тематика није експлицитно фолклорна. У већ поменутом Првом квартету, али и у Другом гудачком квартет, а од оркестарских дела у Музици за оркестар и Музици за камерни оркестар.
У Музици за оркестар диптих чине „музика хармоније“ и „дисхармоније“, а Музика за камерни оркестар пружа интересантан пример синтезе: фолклорни диптих се спаја са троделним циклусом, а уједињује их циклични принцип изградње ставова. Три става су са односима темпа брз – лаган – брз и засновани су на основне две теме.
Принцип цикличности Славенски не примењује доследно, него више као спорадични елемент који му обезбеђује чвршћу кохезију унутар става.
Када Славенски конципира дело у оквирима „класичне“ форме, он увек покушава да пронађе ону која одговара контрасту фолклорног диптиха. То је случај у Сонати за клавир и Виолинском концерту.
У микроструктури формалних решења Славенског такође се може пратити доследност. Један од основних поступака је принцип фолклорног варирања надовезивањем истих или сродних мотивских ћелија, при чему је карактеристично хармонско „бојење“.
У оркестарским делима, али и у другим жанровима сусрећемо се са поступцима педала и остината чиј асе примена такође одражава на микроструктуру облика (случај у Хаосу, неким ставовима Балканофоније и у Четири балканске игре). Остинато се овде појављује коа фон из којег ће изнићи тематски материјал.
У изградњи појединих ставова карактеристично је да се експонира најчешће само једна главна тематска целина и да се читав облик гради на њеном линеарном развоју – варирањем, имитацијом, надовезивањем сродних мотива, а овакав поступак је несумњиво фолклорног порекла.

## Елементи експресионизма у Симфонији Оријента Јосипа Славенског
Многе особености експресионизма наћи ћемо у овом делу Славенског. Те карактеристике потичу из специфичног извора. Код њега експресионизам није субјективна неопходност, него последица преламања фолклорног кроз фокус уметничког (не експресионизма због експресионизма – у смислу додекафонске фазе – него ради израза).
Фолклор у Симфонији Оријента представља нешто специфично. Осим у последњем ставу, у коме препознајемо у правом смислу фолклорне елементе (нашег подручја), у осталим ставовима фолклор значи манифестацију музике једног поднебља, удаљеног од нашег и просторно и временски (посебно је значајна ова временска категорија јер су експресионисти између осталог тежили извлачењу на површину древних уметности).
Оживљавајући старе музичке традиције, Славенски није угрозио савременост музичког језика који је у многим својим аспектима експресионистички.
Један од основних експресионистичких принципа је осамостаљивање мелодије, хармоније и ритма. Аутономија мелодије ствара линеарност, тоталну полифонију, а овакав начин линеарног мишљења наћи ћемо у готово свим ставовима Симфоније Оријента (најочигледније је у II и III ставу – Јевреји и Будисти – где је присутан примат мелодијског елемента произашлог из специфичних лествица – у II ставу из оригиналне лествице е фис г а б ц дес ес фес (низ који одговара истарској лествици, као и Корсаковљевој и Скрјабиновој), а у III ставу из анхемитонске пентатонике).
Хармонија је, у овом случају, резултат аутономног хоризонталног гибања двију или више дионица или колористичког удвајања појединих тонова. Иако се ради о дефинисаним лествицама, не постоје тонални центри, односно функције. Они постоје само у смислу окосница мелодијских фраза или остинантних модела.
Линеарни приступ условљава и третман инструмената где су сви равноправни. У II ставу контраст инструменталних боја је изразит и није случајан – став носи назив Мусица цолористица. У овом ставу звук нема само колористичку вредност, већ постаје симбол, програмско средство (Славенски намерава да обоом, флаутом, харфом и хорном постигне имитацију старих јеврејских инструмената).
Линеарност се природно изражава у полифоним формама. У Симфонији Оријента употребљен је канон у готово свим ставовима, а до кулминације је доведен у осмогласју последњег дела III става. Канон углавном садржи по једно излагање опсежне, развијене теме у сваком гласу (треба имати у виду да то није тема у класичном смислу, већ дуга мелодијска линија, непериодична, у сталном развијању на основу утврђеног тонског материјала).
Форма је организована у блокове. Сваки блок је монолитан: састоји се од једног материјала у погледу музичке садржине, фактуре, извођачког апарата.
Међутим, не само форма, него и фактура садржи блоковска, остинантна поља у смислу сталног понављања одређеног мелодијско-ритмичког језгра у појединим инструментима и инструменталним групама.
У вокално-инструменталном делу III става остинантни принцип појачан је сталним понављањем текста који се састоји из само неколико речи (Om mani padme hum). У програмском слоју овим сталним понављањем текста постиже се његова хипнотичка улога, стварање религиозне концентрације, а познато је колико значење експресионисти поклањају хипнотичком, подсвесном.
Трећи основни музички елемент поред мелодије и ритма, хармонија, није толико значајна у Симфонији Оријента. Већ је поменуто да је несамостална, углавном последица истовременог звучања хоризонталних линија. Вертикални склопови се јављају најчешће у виду слободне акордске структуре или кластера, још једне експресионистичке иновације, као фон.
Свакако, Славенсков лични особени стил је резултат различитих, најчешће противречних елемената. Зато његово дело може да се посматра са више аспеката, али чини се да управо прилаз који полази од експресионистичких премиса, укључујући и романтичарску основу, има највише изгледа да уђе у суштину феномена Славенски.